# Anna Le Moine
Anna Maria Le Moine (nascida Anna Bergström e posteriormente conhecida como Anna Svärd; Sveg, 30 de outubro de 1973), é uma curler sueca.